# Abborrtjärnen (Rätans socken, Jämtland)
Abborrtjärnen är en sjö i Bergs kommun i Jämtland och ingår i Ljusnans huvudavrinningsområde.